# Buchenauer Kopf
Der Buchenauer Kopf ist ein 1225 m ü. NHN hoher Berg auf dem Gebiet der Gemeinde Benediktbeuern in Bayern. Er gehört zu den bayerischen Voralpen.

## Beschreibung
Er gehört zu den Kocheler Bergen in den bayerischen Voralpen und erhebt sich nördlich der Benediktenwand. Der Gipfel selbst ist bewaldet und bietet wenig Aussicht auf die Umgebung.

## Erreichbarkeit
Der Buchenauer Kopf kann als Bergwanderung von Orten wie Benediktbeuern oder Arzbach aus auf Forstwegen erreicht werden.